# Монтеросо ал Маре
Монтеро̀со ал Ма̀ре (на италиански: Monterosso al Mare, на местен диалект Munterussu, Мунтерусу) е село и община в северозападна Италия, провинция Специя, регион Лигурия. Разположено е на източния бряг на Лигурското море. Населението на общината е 1474 души (към 2011 г.).
Село Монтеросо ал Маре е едно от петте селата, които са част от крайбрежната област Чинкуе Тере.